# Maják Oxcars
Maják Oxcars v zálivu Firth of Forth se nachází v plavebním kanálu mezi ostrovy Inchcolm a Inchmickery. Je postavený na skále v ústí zálivu Firth of Forth, asi 4 km jihovýchodně od zálivu Dalgety Bay ve starobylém hrabství Fife v jihovýchodním Skotsku. Maják slouží k bezpečnému navádění lodí po řece Forth směrem k Rosythu, Grangemouthu a ropným a plynovým terminálům blíže k ostrovům. Od roku 2004 je památkově chráněn jako budova kategorie B.
Maják byl ve správě Northern Lighthouse Board (NLB) v Edinburghu, která jej předala přístavní správě Forth Ports.

## Historie
Maják byl navržen a postaven na skále na západním konci Oxcars Bank, mělčině na jižní straně hlavního kanálu, v ústí zálivu Firth of Forth skotskými inženýry z Northern Lighthouse Board Davidem Alanem Stevensonem a Thomasem Stevensonem v letech 1885–1886 a byl uveden do provozu 15. února 1886. Jeho světlo zabezpečovaly původně olejové lampy, které obsluhovali dva strážci majáku. V roce 1894 byl maják modernizován. Na skále byla vybetonována plošina pro tři zásobníky plynu, které se každých 14 dní vyměňovaly. Plynové světlo bylo řízeno hodinovým strojkem, který podle potřeby intenzitu světla reguloval. Plyn byl dodáván z plynárny v Grantonu obsluhujícím lodníkem, který také během týdenní návštěvy natahoval hodinový strojek. Později byl tento systém nahrazen slunečním ventilem AGA. Maják Oxcars byl prvním automatizovaným majákem společnosti Northern Lighthouse Board.

## Popis

### Exteriér
Maják je zděná válcová čtyřpatrová věž vysoká 22 m s ochozem na římse ukončena lucernou a kopulí. Věž stojí na velké betonové základně. Věž je bílá se širokým vodorovným červeným pruhem uprostřed, kopule je černá. Na severní straně vede kovový žebřík ke vchodu do majáku. Ve dvou horních patrech je po jednom úzkém okně. Lucerna má trojúhelníkové zasklení a měděnou kopuli.

### Interiér
V přízemí jsou skladovací prostory, nad nimi je obytné patro a další patro je ložnice s dvoulůžkovými palandami a skříňovými nebo vestavěnými skříněmi a zásuvkami. Obytný prostor a ložnice mají dřevěné obložení. V lucerně uprostřed na kruhovém litinovém sloupku je umístěna původní Fresnelova čočka III. řádu. Na sloupku je umístěna tabulka s údaji o čočce: „'DIOPTRIC FIXED LIGHT APPARATUS designed by T & D Stevenson, Engineers. Barbiere & Finestre, Paris & Dove & Co Edinburgh, Manufacturers, 1885“
Kolem čočky je litinová mřížová podlaha se zábradlím s kruhovými větracími otvory. Mezi patry jsou dřevěné podlahy a litinové žebříky.

## Data
- Výška majáku: 22 m
- Výška světelného zdroje: 16 m
- Charakteristika: Fl (2) WR 7s
- Sektorové světlo vysílá záblesk bílého světla v sektoru 072°–087° a 196°–313° s dosvitem 13 nm a, červeného světla v sektoru 087°–196° a 313°–072° s dosvitem 12 nm.[1][6]

Označení:
- Admiralty: A 2916
- ARLHS: SCO-166
- NGA: 2392